# WEDウェイ
WEDウェイ（英: WEDway）は、一対の鋼レールに沿って車両を推進させるリニア誘導モーター (LIM) 技術を使用しているPeople moverシステムである。
当システムは、WEDエンタープライゼス（ディズニー）によって開発され、ウォルト・ディズニー・ワールド・リゾートのマジック・キングダムおよびアメリカ合衆国テキサス州ヒューストンにあるジョージ・ブッシュ・インターコンチネンタル空港のような場所にも導入されている。
ディズニーランドにて使用されているもう一つのシステムがあり、それはガイドウェイに沿って9フィートごとに置かれるゴム車輪を使用している。